# Børge Rammeskow
Børge Rammeskow (født 2. september 1911 i København, død 14. september 2009) var en dansk arkitekt.
Efter at være uddannet tømrer fra Bygmesterskolen i København i 1931 blev Rammeskow først uddannet bygningskonstruktør og siden arkitekt fra Kunstakademiets Arkitektskole i 1945. Allerede som 22-årig tegnede han Asserbohus Badehotel, tegnede også for Jesper Tvede og i sine tidlige studieår blev han ansat hos Bent Helweg-Møller, og blev under udvidelsen af Odense Rådhus optaget som kompagnon i selskabet. Han videreførte tegnestuen efter Helweg-Møllers død i 1956. I 1950'erne forestod tegnestuen blandt andet ombygningen af Det Berlingske Officins domicil i Pilestræde, København.
Han udstillede som maler i Tokyo og Kuala Lumpur i 1960'erne.
Rammeskow var ved sin død bosat i Taarbæk.

## Værker
Sammen med Bent Helweg-Møller:
- Ombygning og udvidelse af Odense Rådhus (1939-55, 1. præmie i konkurrence 1938)
- Boligbebyggelse med to 15-etages højhuse og otte 3-etages blokke ved Dalkær, Højkær og Nykær, Brøndbyøster (1954-56, sammen med Erik Møller)
- Fabriksbygning for A/S Lastic, Lersø Parkallé 110, København (1956, præmieret af Københavns Kommune)

Alene:
- Eget hus, Skovalleen 25, Bagsværd (1941)
- Ombygning og udvidelse af Haraldsgave, Skovalléen 30, Bagsværd (1951)
- Træ- og finerlager for Villy Risør A/S, Sandbæksvej 3, Rødovre (1956, præmieret af Rødovre Kommune)
- Udvidelse af Berlingske Tidendes bygning, Sværtegade/Gammel Mønt, København (1957, 1962)
- Enfamiliehus, Rudesøvej 15, Holte (1958)
- Enfamiliehus samt flytning og restaurering af Nicolai Abildgaards havepavillon, Rustenborgvej 7 B, Lyngby (1963, præmieret af Lyngby-Taarbæk Kommune)
- Pre-Bo elementhuse, bl.a. Vesterkærsvej 30, Hvidovre (1965)
- Plejehjemmet Bakkegården, Taxvej 18, Bagsværd (1968)
- Brøndbycentret med Kulturel Forvaltning, hovedbiblioteket Kernen og FDB-butik, Nygårds Plads 21-23, Brøndbyøster (1968-70)
- Konvolutfabrikken Danmark, Buddingevej 306, Buddinge (1970)
- Kitteldepot for N.L. Dehn, Buddingevej 298 (1970)
- Endvidere enfamiliehuse, møbler og lamper og en del inventararbejder, bl.a. for Landbrugsraadet

Projekter:
- Amtsgård for Københavns Amt, Blegdamsvej (1942)
- Mosegårdsskolen, Gentofte (1943)
- Danmarks Nationalbanks filial i Aalborg (1945)
- Hotel Brøndbyøster, Nygårds Plads (1964-68)